# Darbahān
Darbahān (persiska: دربهان, دَربَخَن) är en ort i Iran.   Den ligger i provinsen Qazvin, i den nordvästra delen av landet, 190 km väster om huvudstaden Teheran. Darbahān ligger 1 648 meter över havet och antalet invånare är 513.
Terrängen runt Darbahān är kuperad. Runt Darbahān är det ganska glesbefolkat, med 29 invånare per kvadratkilometer. Närmaste större samhälle är Kūhīn, 18,5 km nordost om Darbahān. Trakten runt Darbahān består i huvudsak av gräsmarker.